# Canning's Cove
Canning's Cove est une petite communauté canadienne située sur la péninsule de Bonavista de l'île de Terre-Neuve dans la province de Terre-Neuve-et-Labrador. Elle est reliée par la route 230.

## Annexe